# 馬亞尼夫

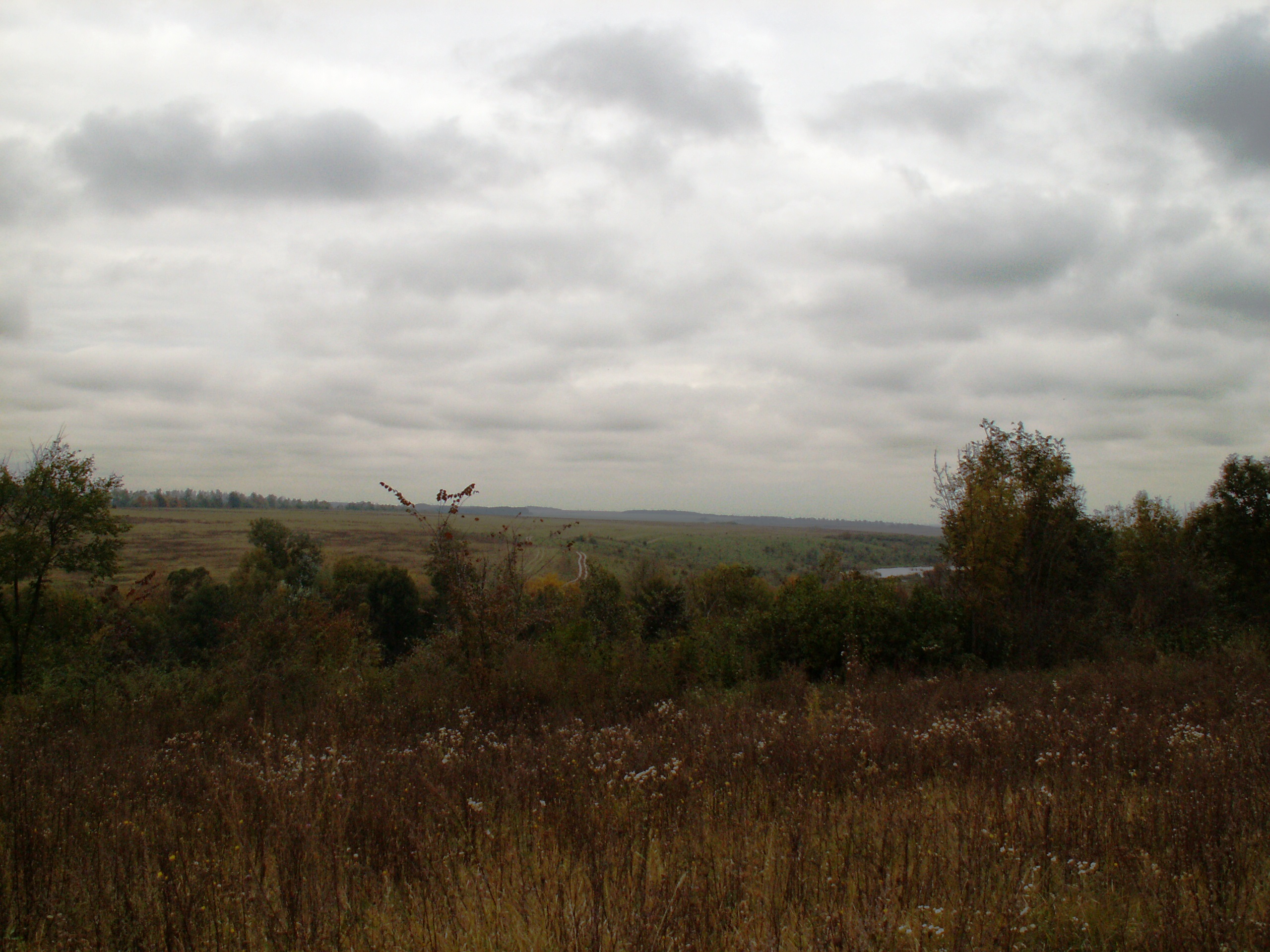

馬亞尼夫（烏克蘭語：Маянів）是烏克蘭的村落，位於該國西南部文尼察州，由文尼察區負責管轄，始建於1618年，面積16.29平方公里，海拔高度274米，2001年人口373，人口密度每平方公里22.9人。
49°0′37″N 28°19′27″E / 49.01028°N 28.32417°E